# 角田純男
角田 純男（つのだ すみお、1948年1月17日 - 2023年1月11日）は、日本のイラストレーター。

## 来歴
1948年1月17日、母親の疎開先であった福島県塙町で生まれる。翌年、東京の下谷（現在の台東区豊住町）に戻る。1965年、東海電波高等学校を卒業する。1966年、桑沢デザイン研究所グラフィックデザイン科に入学する。
1971年、早川書房の本のカバーを担当し、「SFマガジン」の編集長であった森優より声をかけられ、1973年1月号から1975年6月号までの『SFマガジン』の表紙画を担当する。1971年、ほるぷエージェンシーに入社し、デザインとコピーライターを兼務、1973年に退社。同年、毎日広告デザイン賞・公共福祉部門の二席を受賞する。
1975年頃よりハヤカワ文庫やサンリオSF文庫作品のカバーイラストを多く手がけるようになる。1980年から1987年にかけて星雲賞に5回ノミネートされる。 また、1977年に創刊された『劇画アリス』の表紙画も担当した。
1986年から1993年にかけて、東京スポーツ連載の原康史『激録日本大戦争』の挿絵を担当した。
2023年2月1日、SFマガジン元編集長の今岡清が角田の訃報があったということをTwitterで投稿している。

## 本のカバーイラスト・挿絵

### 1970年代
- きみはぼくの母が好きになるだろう（ネイオミ・A・ヒンツェ著、早川書房、1971年）
- アフリカ夢の飛翔（ルードルフ・ブラウンブルク著、早川書房、1971年）
- 太陽神降臨（フィリップ・ホセ・ファーマー、早川書房、1972年）
- 山荘綺談（シャーリイ・ジャクスン著、ハヤカワ文庫、1972年）
- 死の王と生命の女王（ホーマー・イオン・フリント著、久保書店、1974年8月）
- 崩壊した銀河文明（アンドレ・ノートン著、久保書店、1974年12月）
- 最後の惑星船の謎（エドモンド・ハミルトン著、久保書店、1975年6月）
- わが名はコンラッド（ロジャー・ゼラズニイ著、ハヤカワ文庫、1975年）
- ルーマニア潜入作戦（リンジイ・ガターリッジ著、ハヤカワ文庫、1976年3月）
  - カナダ森林作戦（リンジイ・ガターリッジ著、ハヤカワ文庫、1976年8月）
  - ペルー猛毒作戦（リンジイ・ガターリッジ著、ハヤカワ文庫、1977年9月）
- 月は無慈悲な夜の女王（ロバート・A・ハインライン著、ハヤカワ文庫、1976年10月）
- 伝道の書に捧げる薔薇（ロジャー・ゼラズニイ著、ハヤカワ文庫、1976年11月）
- 地球の長い午後（ブライアン・W・オールディス、ハヤカワ文庫、1977年1月）
- 悪徳なんかこわくない（ロバート・A・ハインライン著、ハヤカワ文庫、1977年）
- プリズナー（トーマス・M・ディッシュ、ハヤカワ文庫、1977年3月）
- 中継ステーション（クリフォード・D・シマック著、ハヤカワ文庫、1977年10月）
- 呪われた村（ジョン・ウィンダム著、ハヤカワ文庫、1978年）
- 殺意の惑星（ハリイ・ハリスン著、ハヤカワ文庫、1978年6月）
- 外宇宙の女王（A・バートラム・チャンドラー著、徳間書店、1978年9月）
- 闇の左手（アーシュラ・K・ル・グィン著、ハヤカワ文庫、1978年）
- 世界の中心で愛を叫んだけもの（ハーラン・エリスン著、ハヤカワ文庫、1979年1月）
- 半在士の鏡（川又千秋著、早川書房、1979年）
- 爆発星雲の伝説（ブライアン・W・オールディス著、ハヤカワ文庫、1979年）
- 緑色遺伝子（ピーター・ディキンスン著、サンリオSF文庫、1979年6月）

### 1980年代
- 猫城記（老舎著、サンリオSF文庫、1980年）
- どこからなりとも月にひとつの卵（マーガレット・セントクレア（英語版）著、サンリオSF文庫、1980年）
- コズミック・レイプ（シオドア・スタージョン著、サンリオSF文庫、1980年）
- 歌の翼に（トマス・M・ディッシュ、サンリオSF文庫、1980年）
- 宝石泥棒（山田正紀著、早川書房、1980年）
- セイレーン（栗本薫、早川書房、1980年6月のち、ハヤカワ文庫JA、1982年5月）
- キングとジョーカー（ピーター・ディキンスン著、サンリオSF文庫、1981年3月）
- 夜明けのヴァンパイア（アン・ライス著、早川書房、1981年8月）
- アトムの子ら（ウィルマー・H・シラス著、ハヤカワ文庫、1981年9月）
- 生ける屍（ピーター・ディキンスン著、サンリオSF文庫、1981年11月）
- メディア9（栗本薫著、徳間書店、1982年）
- 時の追跡者 1,2（風見潤著、ソノラマ文庫、1982年10月,1983年12月）
- 言葉使い師（神林長平著、ハヤカワ文庫、1983年）
- 猫の尻尾も借りてきて（久米康之著、ソノラマ文庫、1983年）
- 妖魔よ翔べ（清水義範著、ソノラマ文庫、1983年5月）
  - 妖魔を撃て（清水義範著、ソノラマ文庫、1983年7月）
- ヨハネの剣（山田正紀著、講談社文庫、1983年）
- サイキック戦争（笠井潔著、講談社ノベルス、1986年）
- 激録 日本大戦争（原康史著、全39巻、東京スポーツ新聞社、1978年～1993年[注 1]）
- 上弦の月を喰べる獅子（夢枕獏著、早川書房、1989年8月）

### 2000年代以降
- 最終戦争／空族館（今日泊亜蘭著、ちくま文庫、2016年10月）
- 光の塔（今日泊亜蘭著、ちくま文庫、2017年4月）

ほか多数